# Silz (Tyrol)
Pour les articles homonymes, voir Silz.
Silz est une commune autrichienne du district d'Imst dans le Tyrol.

## Géographie
Située dans les Alpes à environ 40 km à l'ouest d'Innsbruck, Silz est une destination touristique pour les sports d'hiver avec la station de ski de Kühtai Saddle située à proximité et administrativement rattachée à la commune. Elle est bordée au nord par la rivière Inn ce qui donne lieu à différentes activités l'été, notamment du rafting.